# Arrampicata sportiva ai III Giochi europei
Le gare di arrampicata ai III Giochi europei sono state disputate tra il 22 ed il 25 giugno 2023 al Tarnów Climbing Centre di Tarnów.

## Calendario
| Data           | Orario (UTC+2) | Evento                               |
| -------------- | -------------- | ------------------------------------ |
| 22 giugno 2023 | 18:30          | Speed femminile                      |
| 23 giugno 2023 | 12:00          | Semifinali lead maschile e femminile |
| 23 giugno 2023 | 19:15          | Speed maschile                       |
| 24 giugno 2023 | 11:00          | Semifinali boulder maschile          |
| 24 giugno 2023 | 15:00          | Semifinali boulder femminile         |
| 24 giugno 2023 | 21:30          | Finale lead femminile                |
| 24 giugno 2023 | 22:30          | Finale lead maschile                 |
| 25 giugno 2023 | 17:00          | Finale boulder maschile              |
| 25 giugno 2023 | 20:00          | Finale boulder femminile             |

## Podi

### Maschili
| Specialità | Oro             | Argento         | Bronzo          |
| Speed      | Lukas Knapp     | Marceau Garnier | Marcin Dzienski |
| Lead       | Diego Fourbet   | Giorgio Tomatis | Mathias Posch   |
| Boulder    | Thomas Lemagner | Edvard Gruzitis | Julien Clemence |

### Femminili
| Specialità | Oro             | Argento             | Bronzo           |
| Speed      | Natalia Kalucka | Aleksandra Mirosław | Beatrice Colli   |
| Lead       | Camille Pouget  | Zelia Avezou        | Tereza Siruckova |
| Boulder    | Zelia Avezou    | Giulia Medici       | Lucija Tarkus    |

## Medagliere
| Pos.   | Paese     | Oro | Argento | Bronzo | Totale |
| ------ | --------- | --- | ------- | ------ | ------ |
| 1      | Francia   | 4   | 1       | 0      | 5      |
| 2      | Polonia   | 1   | 1       | 1      | 3      |
| 3      | Austria   | 1   | 0       | 1      | 2      |
| 4      | Italia    | 0   | 2       | 1      | 3      |
| 5      | Grecia    | 0   | 1       | 0      | 1      |
| 5      | Lettonia  | 0   | 1       | 0      | 1      |
| 7      | Svizzera  | 0   | 0       | 1      | 1      |
| 7      | Rep. Ceca | 0   | 0       | 1      | 1      |
| 7      | Slovenia  | 0   | 0       | 1      | 1      |
| Totale | Totale    | 6   | 6       | 6      | 18     |